# Roger Bocquet
Roger Bocquet (* 9. April 1921 in Genf; † 10. März 1994) war ein Schweizer Fussballspieler. Er war Schweizer Fussballnationalspieler und nahm an den Fussballweltmeisterschaften 1950 und 1954 teil. 1954 war er an der legendären Hitzeschlacht von Lausanne im Spiel gegen Österreich beteiligt, welches sein letztes Fussballspiel war.

## Vereine
Der Abwehrspieler spielte in der Jugend für CS International Genève. Im Alter von 18 Jahren wechselte er nach Lausanne-Sports. Hier spielte er den Rest seiner Karriere (1939–1954) und wurde zweimal Schweizer Meister und zweimal Cupsieger. Seinen ersten Meisterschaftserfolg erlebte Bocquet in der Saison 1943/44, als Lausanne mit sechs Punkten Vorsprung vor Servette Genf den Titel errang. Durch den Cuperfolg am 10. April 1944 mit 3:0 Toren gegen Basel gelang Lausanne das Double. Mitspieler von Bocquet waren in dieser erfolgreichen Serie unter anderem Spieler wie Torhüter Hug, Maillard, Stalder, Mathis, Sauvain, Courtois, Olivier Eggimann, Monnard und Georges Aeby. In der Saison 1950/51 glückte der zweite Meisterschaftserfolg; diesmal mit drei Punkten Vorsprung vor dem FC Chiasso. Stürmer Hans-Peter Friedländer wurde mit 22 Treffern Torschützenkönig. Im Jahr zuvor, 1950, hatte man den Cup zum zweiten Mal gewonnen. Im Wiederholungsspiel hatten sich Bocquet und Kollegen dabei am 18. Mai 1950 mit 4:0 Toren gegen Cantonal Neuchâtel durchgesetzt. Bocquet erzielte dabei einen Treffer. Er bestritt 348 Spiele (40 Tore) in der obersten Spielklasse (NLA) der Schweiz.

## Nationalmannschaft
Bocquet machte sein erstes Länderspiel am 16. Mai 1943 in Genf gegen Ungarn (Endergebnis: 1:3). Er debütierte an der Seite von Erwin Ballabio, Sirio Vernati, Alfred Bickel und Lauro Amado. Am 18. Mai 1947 gehörte er der «Nati» an, die mit 1:0 Toren das Freundschaftsländerspiel in Zürich gegen England mit Frank Swift und Billy Wright gewinnen konnte. Linksaussen Jacques Fatton erzielte den Siegtreffer. Bei der Fussballweltmeisterschaft 1950 ragte das 2:2-Remis gegen Brasilien am 28. Juni in Sao Paulo, mit deren Akteuren Moacyr Barbosa, Ademir de Menezes, Juvenal Amarijo, Baltazar und Friaça, heraus. Insgesamt bestritt er 48 Länderspiele für die Schweiz (2 Tore) und war zuletzt Captain der Mannschaft. Er bestritt bei den Weltmeisterschaften 1950 und 1954 alle Spiele seiner Mannschaft und somit auch das Viertelfinalspiel der WM 1954 gegen Österreich, welches auf Grund der Wetterbedingungen als Hitzeschlacht von Lausanne in die Geschichte einging (Endergebnis: 7:5 für Österreich). In der Schlussphase brach Bocquet zusammen, zum einen aufgrund der enormen Hitze, mit der auch andere Spieler beider Mannschaften zu kämpfen hatten, und zum anderen aufgrund eines später festgestellten Hirntumors, welchen er aber überlebte. In seinem 48. Länderspiel hatte er zusammen mit Eugène Parlier (Torhüter), Andre Neury, Willy Kernen, Olivier Eggimann, Charles Casali, Charles Antenen, Roger Vonlanthen, Josef Hügi, Robert Ballaman und Jacques Fatton das Spiel gegen Österreich – Gerhard Hanappi, Ernst Happel, Ernst Ocwirk, Ernst Stojaspal, Erich Probst – im Stade Olympique de la Pontaise bestritten.
Gegen Deutschland war er in vier Länderspielen aufgelaufen: am 22. November 1950 in Stuttgart (0:1) beim ersten Nachkriegsländerspiel der DFB-Elf, am 15. April 1951 in Zürich bei einer 2:3-Niederlage, wo er in der 55. Minute einen Foulelfmeter verwandeln konnte, am 9. November 1952 in Augsburg (1:5) und am 25. April 1954 in Bern bei einer 3:5-Niederlage gegen den folgenden Weltmeister 1954.
1962 war Bocquet Assistent des Schweizer Nationaltrainers Karl Rappan bei der Weltmeisterschaft in Chile, wo man sich in der Gruppenphase nicht gegen Deutschland, Chile und Italien durchsetzen konnte.

## Erfolge
- 2× Schweizer Meister: 1944, 1951
- 2× Schweizer Cupsieger: 1944, 1950 (2 weitere Cupfinalteilnahmen: 1946, 1947)
- 1× Viertelfinalist bei einer Fussballweltmeisterschaft: 1954